# Koprivna (gmina Prijepolje)
Koprivna (cyr. Копривна) – wieś w Serbii, w okręgu zlatiborskim, w gminie Prijepolje. W 2011 roku liczyła 31 mieszkańców.